# Тшеснь (Тарнобжезький повіт)
Тшеснь (пол. Trześń) — село в Польщі, у гміні Ґожице Тарнобжезького повіту Підкарпатського воєводства.
Населення — 1558 осіб (2011).
У 1975-1998 роках село належало до Тарнобжезького воєводства.

## Демографія
Демографічна структура станом на 31 березня 2011 року:
|          | Загалом | Допрацездатний вік | Працездатний вік | Постпрацездатний вік |
| -------- | ------- | ------------------ | ---------------- | -------------------- |
| Чоловіки | 774     | 180                | 512              | 82                   |
| Жінки    | 784     | 169                | 454              | 161                  |
| Разом    | 1558    | 349                | 966              | 243                  |